# Ferdinand Boberg
Gustaf Ferdinand Boberg (født 11. april 1860 i Falun, død 7. maj 1946 i Stokholm) var en svensk arkitekt, gift med Anna Scholander. Efter at have gennemgået Kungliga Tekniska Högskolan og Kunstakademiets Arkitekturskole, studerede Boberg på talrige rejser i udlandet. 
Af hans arbejder må nævnes: Gävle Brandstation fra 1890, Stockholms Elektricitetsværk fra 1892, Stockholms Gasværks bygninger fra 1893, Mosebacke Vandtårn i Stockholm fra 1896, Centralposthusene i Stockholm fra 1904 og Malmø  fra 1906 samt mange privatbygninger. Mest kendt er Boberg for sine tegninger til den store industrihal på Stockholmsudstillingen 1897 og til Sveriges pavillon på verdensudstillingen i Paris 1900.
Boberg er påvirket af amerikansk arkitektur og benytter ikke sjælden middelalderlige motiver, som han imidlertid behandler med personlig stil og stor smag. Han er en mester i sine bygningers indre indretning og søger at forene det ydre og det indre til et harmonisk hele. Han har også tegnet møbler, kakkelovne m. m., ligesom han har udført raderinger, særlig med arkitektoniske motiver.
Som udstillingsarkitekt par exellence har Boberg skabt bygningerne på Konstindustriutställningen 1909 i Stockholm og Den baltiske Udstilling i Malmø 1914. Blandt hans andre arbejder kan fremhæves Åbenbaringskirken i Saltsjöbaden fra 1913.